# Naarajärvi (sjö i Södra Savolax)
Naarajärvi är en sjö i Finland. Den ligger i kommunen Pieksämäki i landskapet Södra Savolax, i den södra delen av landet, 260 km nordost om huvudstaden Helsingfors. Naarajärvi ligger 110,8 meter över havet. Den är 9,83 meter djup. Arean är 4,49 kvadratkilometer och strandlinjen är 28,87 kilometer lång. Sjön  ingår i Kymmene älvs huvudavrinningsområde.  Den sträcker sig 9,4 kilometer i nord-sydlig riktning, och 2,2 kilometer i öst-västlig riktning.
I övrigt finns följande större öar i Naarajärvi:
- Viinikansaari
- Suurisaari
- Matalasaari